# 沃伊尼哈河
沃伊尼哈河（烏克蘭語：Войниха），是烏克蘭的河流，位於該國中部，屬於蘇拉河的左支流，發源自羅莫丹西南面，流經波爾塔瓦州，河道全長29公里，流域面積156平方公里。